# Trofeu Individual Bancaixa de 2004
El Trofeu Individual Bancaixa de 2004 és la XIX edició del Trofeu Individual Bancaixa de la modalitat d'Escala i corda de la pilota valenciana.

## Pilotaires

### Des de la fase prèvia
- Colau de La Pobla de Vallbona
- Raül

### Des de la fase eliminatòria
- Cervera d'Alaquàs
- Genovés II de el Genovés
- León de el Genovés
- Pedro de València
- Ribera II

### Des de la lligueta
- Álvaro de Faura

## Partides

### Fase prèvia
| Data     | Trinquet   | Roig | Blau  | Resultat |
| -------- | ---------- | ---- | ----- | -------- |
| 16/05/04 | Carcaixent | Raül | Colau | 35-60    |

### Fase eliminatòria
| Data     | Trinquet  | Roig       | Blau    | Resultat |
| -------- | --------- | ---------- | ------- | -------- |
| 17/05/04 | Benidorm  | Genovés II | Cervera | 60-40    |
| 19/05/04 | Vila-real | Pedro      | León    | 60-50    |
| 20/05/04 | Alginet   | Ribera II  | Colau   | 60-15    |

### Lligueta
| Data     | Trinquet                | Roig       | Blau       | Resultat |
| -------- | ----------------------- | ---------- | ---------- | -------- |
| 24/05/04 | Alginet                 | Ribera II  | Álvaro     | 40-60    |
| 29/05/04 | Pelayo, València        | Pedro      | Álvaro     | 25-60    |
| 06/06/04 | Pla de l'Arc (Llíria)   | Genovés II | Pedro      | 60-30    |
| 12/06/04 | Pedreguer               | Ribera II  | Pedro      | 40-60    |
| 15/06/04 | Tio Pena (Massamagrell) | Genovés II | Ribera II  | 60-10    |
| 19/06/04 | Guadassuar              | Álvaro     | Genovés II | Suspesa  |

#### Classificació
| Jugador | Jugador    | Partides | Punts | Jocs F | Jocs C |  |
| ------- | ---------- | -------- | ----- | ------ | ------ |  |
| 1       | Genovés II | 2        | 6     | 120    | 40     |  |
| 2       | Álvaro     | 2        | 6     | 120    | 65     |  |
| 3       | Pedro      | 3        | 3     | 115    | 160    |  |
| 4       | Ribera II  | 3        | 0     | 90     | 180    |  |

### Final
| Álvaro | 60–55 | Genovés II |
| ------ | ----- | ---------- |
|        |       |            |

 Pelayo, València